# Glenn McMillan
Glenn Aguiar McMillan (São João da Boa Vista, 5 de outubro de 1984) é um ator Brasileiro, notório por sua participação na série Power Rangers Tempestade Ninja como Dustin Brooks.

## Biografia e Carreira
Filho do australiano Peter McMillan com a brasileira Heloisa Aguiar, irmão caçula de Gabriela e Christiane, Glenn nasceu na cidade brasileira de São João da Boa Vista (SP). Mudou-se para Austrália com sua família, quando tinha três anos de idade. Quando tinha nove anos de idade, sua mãe matriculou ele e suas irmãs para ter aulas de teatro. Aos 11 anos, ganhou seu primeiro papel, depois de ter sido selecionado para uma produção no State Theatre Company of South Australia (Companhia Estadual de Teatro da Austrália do Sul, para viver o “Young Boy” (Jovem Garoto), em uma adaptação da peça de Luigi Pirandello de 1921, chamada “Six Characters in Search of an Author” (“Seis Personagens em Busca de um Autor”). Estudou na Linden Park School e na Pembroke School, em Adelaide, onde desenvolveu seu atuou em várias produções escolares, que inclui o papel de "Jack" em Into the Woods, de James Lapine e Stephen Sondheim, e "Vyasa", de uma adaptação do Mahabharata. Apaixonado por Jazz, na escola, ficou fortemente envolvido com a música, e tocava saxofone e baixo em vários grupos escolares, inclusive tocou no palco com lendas do jazz australiano James Morrison e Don Burrows.
Em 2002, logo após completar o ensino médio ganhou o papel do personagem Dustin, Ranger Amarelo de Power Rangers Tempestade Ninja, ao mesmo tempo que ganhou uma bolsa para estudar na Bond University em Queensland. Glenn escolhe trabalhar com o personagem Dustin. Em 2004, após terminar as filmagens de Power Rangers, estudou Direito na Adelaide University, terminando o último semestre na Pace University, em White Plains, Nova York, por ter sido escolhido para participar do programa de intercâmbio internacional. Na Pace University começou os estudos em Mídia e Direito do Entretenimento, Propriedade Intelectual, Primeira Emenda da Constituição dos EUA, alem de estudar Jazz no conservatório de música da universidade. Formando em 2009. Como advogado chegou a trabalhar em 2010 na Royal Courts of Justice, na Fleet Street em Londres, trabalhou também na Inglaterra e em Gales. 

## Vida pessoal
Glenn começou a treinar jiu-jitsu sendo aluno de Roger Gracie. Passa suas férias no Brasil, além do México e Estados Unidos. Assim como seu personagem Dustin, Glenn também gosta de motocross.